# Петар Митропан
Петар Митропан (Митропан, Петро Андрійович, Орјол, 14. август 1891— Београд, 6. децембар 1988) био је преводилац са руског језика на српски. Унук украјинског песника Васиља Кулика. 

## Биографија
Завршио Филолошки факултет (руски језик) у Москви. После Октобарске револуције емигрирао 1919. и настанио се у Југославији (тада Краљевини СХС). Био је професор руског језика и књижевности на Педагошкој академији у Скопљу 1920–1941. и после завршетка рата лектор за руски језик на Универзитету у Београду. Превођењем се бави од 1924. Одиграо је значајну улогу у установљењу српске русистике и методике наставе руског језика у Југославији. Поред сарадње у великом броју наших часописа и листова већим бројем чланака из руске књижевности, посебно објавио књиге Прилози за историју штампе (1933), Руски писци (1934) и Пушкин код Срба (1937); после Другог светског рата, поред неколико уџбеника у сарадњи с другим писцима, објавио и неколико приручника и уџбеника руског језика: Методска упутства за наставнике руског језика (1946), Методика наставе руског језика (1964), Руско-српски речник за почетнике (1965) и Ја и моји пријатељи (руска читанка). Уређивао часопис „Јужни преглед“ (1927—1940). Био је један од оснивача Удружења књижевних преводилаца Србије. Умро је 6. децембра 1988. у Београду.

## Одабрани преводи
| - Толстој, Алексеј K.: Кнез Сребрни, 1939. - Толстој, Алексеј Н.: Ход по мукама, 1946. - Арсењев, В. K.: Ловац Дерсу, 1953. - Федин, K.: Необично лето, 1956. - Леонов, Л.: Пут ка Океану, 1957. - Чехов у успоменама савременика, 1957. - Од Гогоља до Зошченка, 1959. - Некрасов, А.: Доживљаји капетана Врунгела, 1961. - Куприн, А.: Гамбринус и друге приповетке, 1963. - Иљф и Петров: Нова Шехерезада и др., 1963. - Воронски, А. K.: Књижевни портрети, 1964. - Ољеша, Ј.: Ни дана без ретка(са П. Брозом), 1964. - Ољеша, Ј.: Завера осећања, 1965. - Ердман, Н.: Мандат, 1965. - Плеханов, Г. В. О Белинском, 1967. - Толстој, Лав Н.: Писма (Сабрана дела), 1969. - Достојевски, Фјодор М.: Идиот, 1981. и др. - За Зборник Беседе (1966) изабрао и превео око 100 страна образаца руског беседништва. |